# チャンナ教誡経
『チャンナ教誡経』（チャンナきょうかいきょう、巴: Channovāda-sutta, チャンノーヴァーダ・スッタ）とは、パーリ仏典経蔵中部に収録されている第144経。『教闡陀経』（きょうせんだきょう）とも。
比丘チャンナ（闡陀）の最後を描く。

## 構成

### 登場人物
- チャンナ（闡陀） --- 比丘。問題児として有名な同名の比丘とは別人。
- サーリプッタ（舎利弗）
- チュンダ（マハーチュンダ） --- 比丘。サーリプッタの弟。
- 釈迦

### 場面設定
ある時、釈迦はラージャガハ（王舎城）の竹林精舎に滞在していた。
その頃、霊鷲山に居た比丘チャンナ（闡陀）は、病苦で苦しんでいた。
比丘サーリプッタは、弟でもある比丘チュンダ（マハーチュンダ）と共に、チャンナを見舞いに行く。
苦痛に耐え切れず自刃（自殺）することをほのめかすチャンナに対し、サーリプッタは思い留まるよう忠告し、六処に関する仏法の質問をしていく。チャンナはその質問に適切に答える。
一連のやり取りを終え、サーリプッタとチュンダ（マハーチュンダ）はその場を去るが、間もなくチャンナは自刃（自殺）してしまう。
釈迦の元へ赴いたサーリプッタがこのことを報告すると、釈迦はチャンナは仏道を修め非難が無い者として刃を執ったのだと指摘する。サーリプッタは歓喜する。

## 日本語訳
- 『南伝大蔵経・経蔵・中部経典4』（第11巻下） 大蔵出版
- 『パーリ仏典 中部（マッジマニカーヤ）後分五十経篇II』 片山一良訳 大蔵出版
- 『原始仏典 中部経典4』（第7巻） 中村元監修 春秋社